# Лутига лежача
Лутига лежача, лутига списолиста, лутига копієлиста, лутига списовидна, лутига списувата (Atriplex prostrata Boucher ex DC.) — вид рослин з роду лутига (Atriplex) родини амарантових (Amaranthaceae).

## Загальна біоморфологічна характеристика

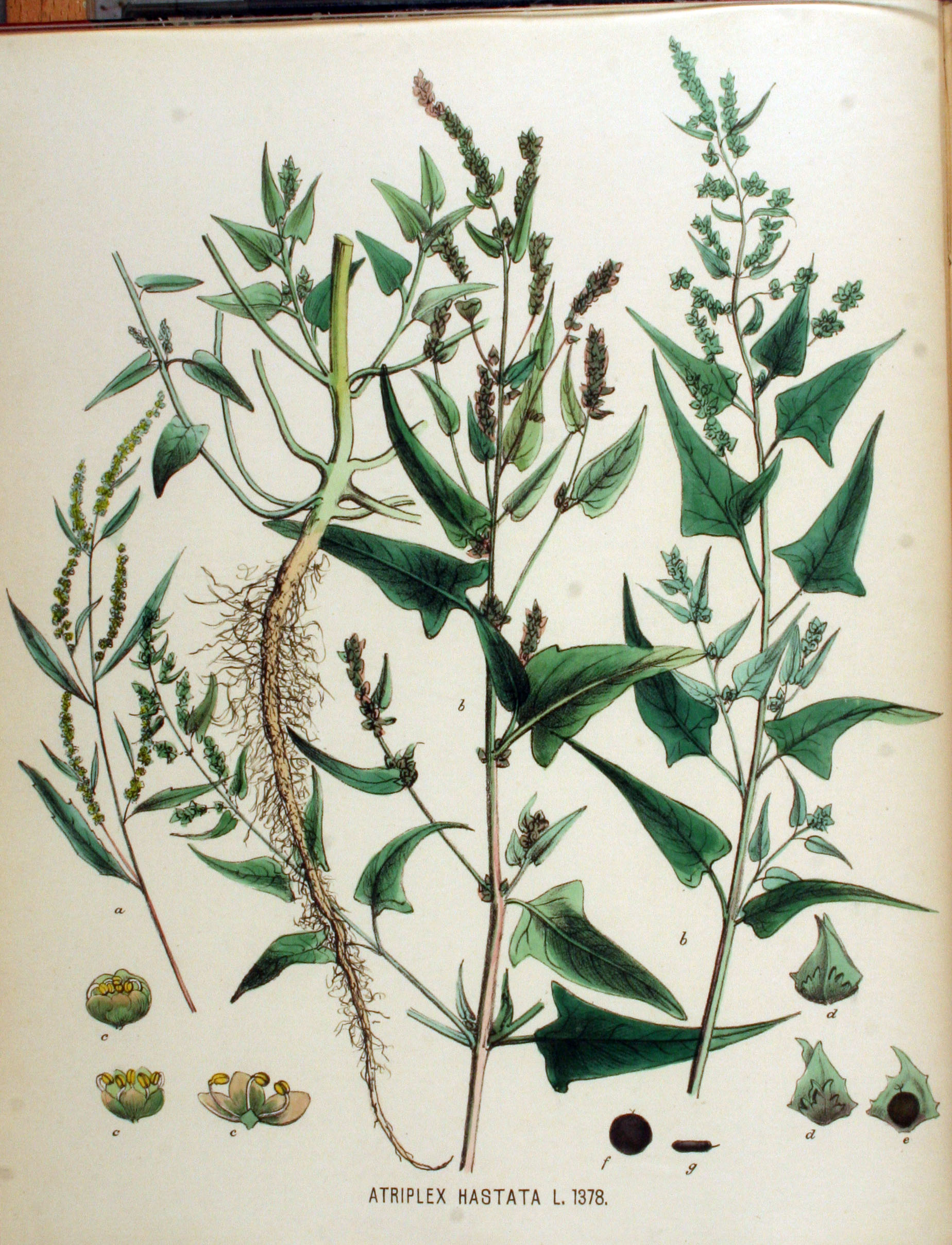
Ілюстрація лутиги лежачої у книзі Яна Копса «Flora Batava», Volume 18 (1889)

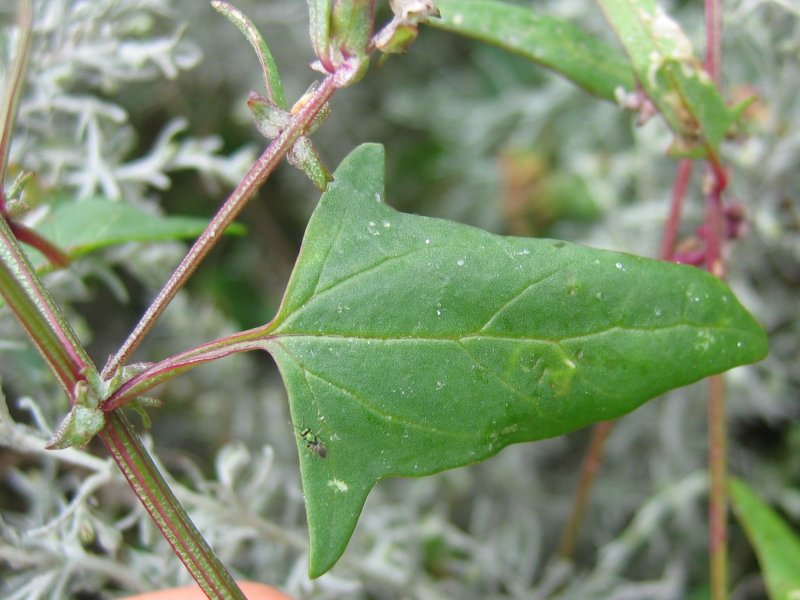
Листя лутиги прибережної

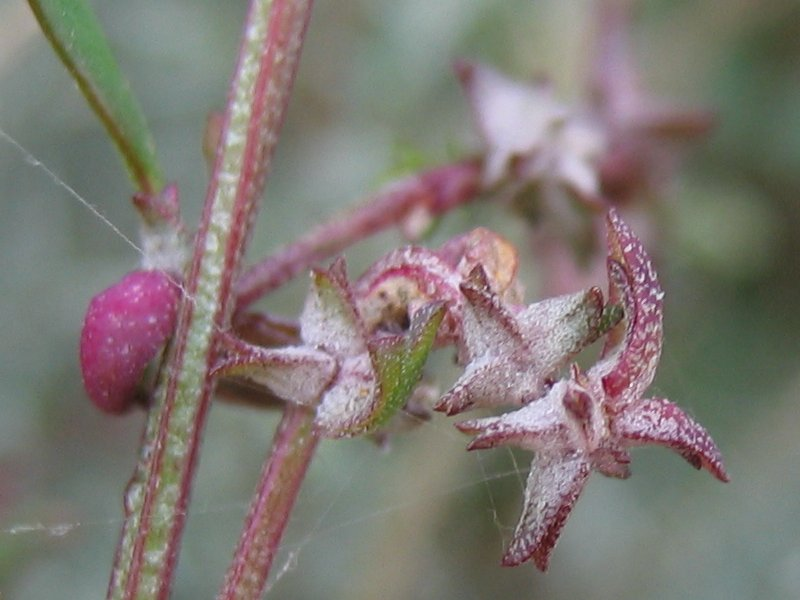
Плоди лутиги прибережної

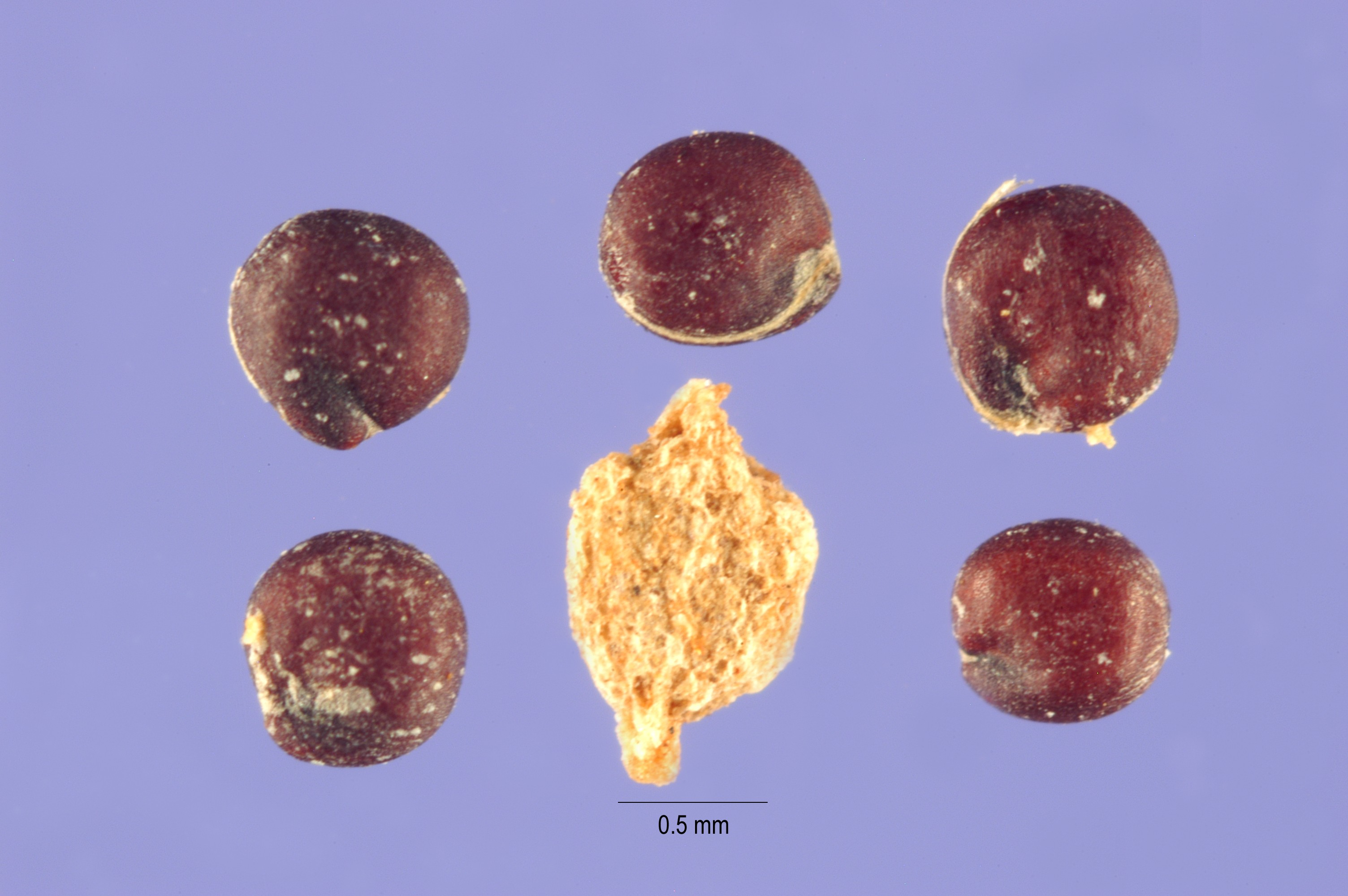
Насіння лутиги прибережної

Однорічна рослина 3-100 см заввишки. Стебло прямостояче, округле, гіллясте. Гілки горизонтально відхилені або спрямовані косо вгору, довгі. Листки супротивні, трикутно-списоподібні, з усіченою або серцеподібною основою, 1-12 см завдовжки, 0,7-11 см завширшки, На черешках, рівних 1/2-2/3 платівки листка, зелені, тонкі, при плодах іноді червоніючі, голі або більш-менш борошнисті, особливо молоді. Суцвіття пірамідально-волотисте, з короткими колосоподібними гілками. Приквітки гостротрикутні, по краю з небагатьма зубчиками або без них, на спинці гладкі або з невеликими виростами. Насіння чорне, блискуче, стиснено-кулясте. Цвіте в липні-серпні, плодоносить у вересні-жовтні.
Фітоалерген.
Число хромосом: 2n = 36.

## Поширення

### Природний ареал
- Африка
  - Макаронезія: Португалія — Азорські острови, Мадейра; Іспанія — Канарські острови
  - Північна Африка: Алжир; Єгипет; Марокко; Туніс
- Азія
  - Західна Азія: Ізраїль
  - Кавказ: Вірменія; Азербайджан; Російська Федерація — Передкавказзя, Дагестан
  - Сибір: Росія — Алтайський край, Східний Сибір, Західний Сибір
  - Середня Азія: Казахстан
  - Монголія
  - Китай — Синьцзян
- Європа
  - Північна Європа: Данія; Фінляндія; Ірландія; Норвегія; Швеція; Об'єднане Королівство
  - Середня Європа: Австрія; Бельгія; Чехія; Німеччина; Угорщина; Нідерланди; Польща; Словаччина; Швейцарія
  - Східна Європа: Білорусь; Естонія; Латвія; Литва; Молдова; Російська Федерація — Європейська частина; Україна
  - Південно-Східна Європа: Албанія; Болгарія; Хорватія; Греція (вкл. Крит); Італія; Північна Македонія; Чорногорія; Румунія; Сербія; Словенія
  - Південно-Західна Європа: Франція (вкл. Корсика); Португалія; Іспанія (вкл. Балеарські острови)

### Інтродукція
- Азія
  - Східна Азія: Японія
- Австралія
- Нова Зеландія
- Північна Америка
- Канада
- США
- Південна Америка: Болівія — Ла-Пас, Аргентина; Чилі; Уругвай

## Екологія
Росте на солончаках, засолених луках, сміттєвих місцях.